# عقره
عَقره (به کردی: ئاکرێ) یکی از شهرهای اقلیم کردستان است. این شهر در ۱۲۰ کیلومتری شهرستان دهوک قرار دارد. کارگردان کرد، هنر سلیم، زادهٔ عقره است.
عقره به طور تاریخی جزئی است از سرزمین بادینان و شهرستان عقره در سال ۱۹۷۳ به عنوان بخشی از استان دهوک درآمد.
و بعد جزئی شد از استان نینوا.